# Morne aux Diables
Morne aux Diables ist das vulkanische Bergmassiv im Nordwesten des Inselstaates Dominica. Morne aux Diables erreicht zwar nur eine Höhe von 860 m, ist aber der landschaftsprägende Berg und prägt die Landzunge.

## Geographie
Der Berg befindet sich im äußersten Nordwesten des Landes auf dem Gebiet der Parishes Saint John und Saint Andrew (mit dem Nebengipfel Bellevue Mountain, 600 m). weitere kleine Ausläufer sind im Süden Morne Brulés und Morne Destinée. Der Vulkanismus ist noch durch die Cold Sulphur Springs erkennbar. Zahlreiche Bäche entspringen in den Hängen des Berges, unter anderem Bell Hall River, Lamothe River, Aouya River mit den Bwa Nef Falls und Balthazar River. Die bedeutendsten Siedlungen im Umkreis sind Morne Soleil, Vieillee Case und Paix Bouche.